# Бальджуанское бекство
Бальджуанское бе́кство или Бальджуанский вилайет (узб. Baljuvon bekligi (viloyati) / Балжувон биклиги (вилояти); тадж. Бекигарии Балҷувон)
— административная единица в составе Бухарского эмирата, на территории современного Таджикистана. Административным центром являлся Бальджуан.

## История
После присоединения Восточной Бухары к Бухарскому эмирату Бальджуан был преобразован в бекство и здесь очень скоро были введены «бухарские порядки». Назначенные эмиром наместники сосредоточили в своих руках всю полноту административной власти.

## Население
Наибольшей плотности населения после Гиссарского и Кулябского бекств отличался Бальджуанское бекство. Как сообщал губернатор Ферганской области Г. А. Арандаренко, Бальджуан был менее населён, чем Куляб..

## Культура
В Бальджуанском бекстве имелась значительная площадь орошаемых полей, главным образом, вдоль течения реки Яхсу, и имелись большие возможности для развития скотоводческого хозяйства.
В 1896—1917 годы, в пределах бекства, функционировало предприятие русского горного инженера и предпринимателя А. П. Журавко-Покорского, где работали местные и русско-подданные.